# Pokerbot
Un pokerbot est un logiciel informatique programmé pour jouer au poker. C'est un bot (un « robot » en français), c'est-à-dire un programme informatique simulant l’action d'un humain.

## Historique
Idée envisagée dès les années 1980, le développement des premiers pokerbots ne commence jusqu'aux années 2000.
Le premier tournoi de pokerbots est organisé en 2005 par le casino Golden Nugget de Los Angeles. En 2007, l'Université de l'Alberta au Canada développe Polaris, qui plus tard sera le premier bot à gagner la majorité de mains de poker en Texas hold'em contre ses adversaires humains. 
Cepheus et Claudico (en), des bots conçus pour jouer la variante heads-up (en) (heads-up : partie de 2 joueurs en « face à face ») en no-limit (mises non limitées), apparaissent en 2015.  
En 2017, une équipe de scientifiques de l'université Carnegie-Mellon (CMU) à Pittsburgh introduisent Libratus, un programme d'intelligence artificielle de poker en heads-up.
Deux années après, les chercheurs Tuomas Sandholm et Noam Brown mettent au point un pokerbot capable de jouer contre 6 adversaires simultanément, Pluribus (en) Comparé aux autres logiciels, Pluribus exige moins de ressources et peut fonctionner sur un serveur de type cloud computing.

## Fonctionnement
Ce programme est constitué des parties suivantes :
1. l'automate de saisie : ce sont les mains du pokerbot. Il exécute les instructions du moteur de décision sur la table de jeu. Il simule les clics de la souris sur l'ensemble des actions du jeu à la place du joueur Il s'agit de la sortie du logiciel.
2. le tracker de mains : ce sont les yeux du pokerbot. Il doit récupérer la main en cours et les actions effectuées afin de pouvoir passes ses informations au moteur de décision.
3. l'analyseur d'historique : c'est la mémoire du pokerbot. Il doit se souvenir des anciennes mains jouées et pouvoir calculer des statistiques.
4. le moteur de décision : c'est le cerveau du pokerbot. En une fraction de seconde, il va analyser des millions d'informations et indiquer la meilleure solution, relancer, suivre, se coucher, miser.